# Yasutaka Hinoi

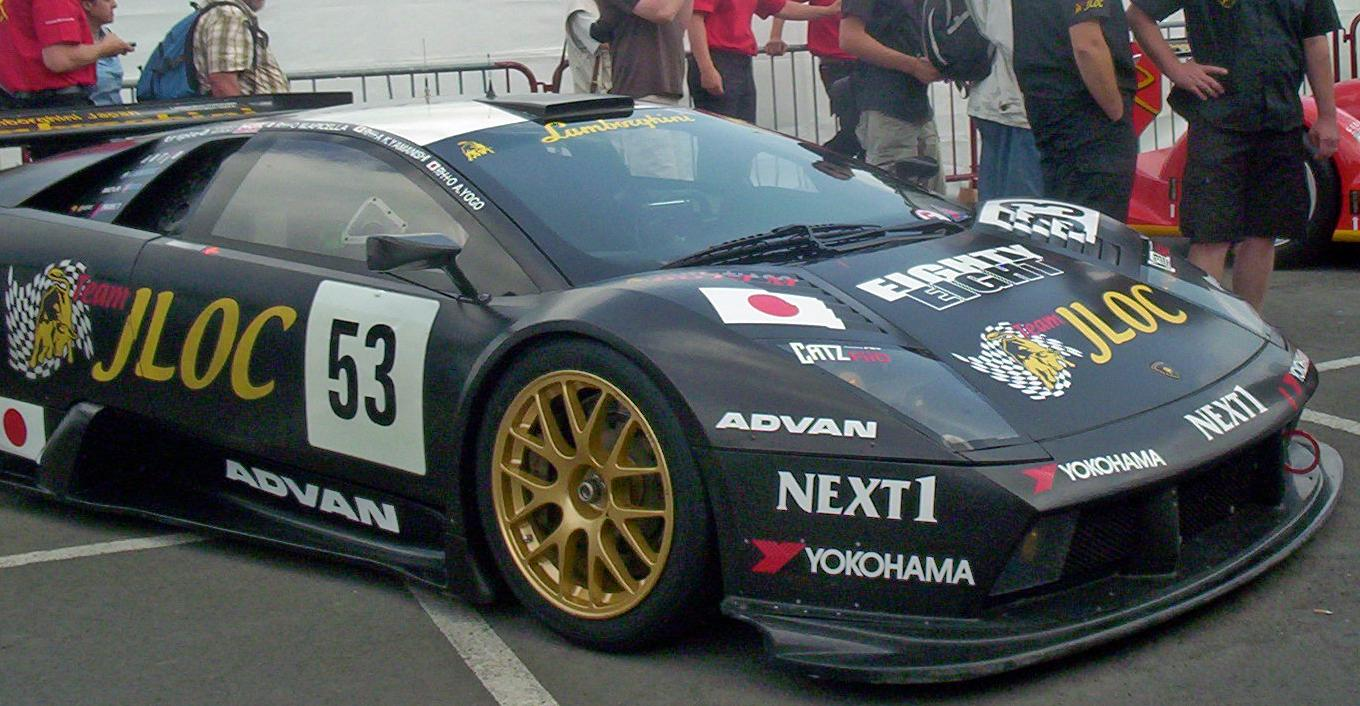
JLOC Isao Noritake-Lamborghini Murciélago R-GT 2007 in Le Mans; 2006 fuhr Hinoi dieses Fahrzeug beim Langstreckenklassiker in Frankreich

Yasutaka Hinoi (jap. 桧井 保孝, Hinoi Yasutaka; * 11. Mai 1969 in der Präfektur Hiroshima) ist ein ehemaliger japanischer Autorennfahrer.

## Gō Mifune
Yasutaka Hinoi wurde in den 2000er-Jahren von seinem japanischen Rennfans der Spitzname Gō Mifune (三船 剛) verpasst. Gō Mifune ist der Charakter eines jungen Rennfahrers aus dem vom japanischen Mangaka Tatsuo Yoshida geschaffenen Anime Mach Go Go Go (jap. マッハGoGoGo, mahha gō gō gō). Außerhalb Japans wurde die Zeichentrickserie unter dem Namen Speed Racer bekannt. Die Figur des jungen Rennfahrers, dessen Namen seinen Ursprung in der Verehrung des Zeichners mit Schauspieler Toshirō Mifune hatte, ging immer mit der Startnummer 5 ins Rennen. Da auch Hinoi viele Rennen mit dieser Nummer bestritt, kam es zu diesem Spitznamen.

## Karriere
Hinoi versuchte früh im europäischen Motorsport Fuß zu fassen. Ohne viel Erfahrung und mit wenig Sponsorunterstützung kam er 1991 nach Großbritannien. Nach nur einem Jahr in der britischen Formel Vauxhall kehrte er wieder nach Japan zurück. Die Meisterschaft hatte für den Rennstall von David Sears, David Sears Motorsport (dem Vorgängerrennstall von Super Nova Racing), bestritten und als Gesamtneunter beendet (Meister wurde Kelvin Burt). 1992 ging er in der japanischen Formel-3-Meisterschaft an Start. Dort traf er auf viele Piloten die den umgekehrten Weg gingen als er; von Europa und Nordamerika nach Japan. Gegner in diesem Jahr waren unter anderem Jacques Villeneuve, Rickard Rydell und Tom Kristensen. Meister wurde Anthony Reid; Hinoi wurde in der Jahreswertung Zwölfter. Es folgten zwei mäßig erfolgreiche Jahre in der heimischen Formel-3000-Meisterschaft, dann wechselte er in den GT-Sport.
Er wurde zum regelmäßigen Teilnehmer in der Super GT, wo er bis zum Karriereende 2007 sein Betätigungsfeld hatte. Sein größter Erfolg bei einem Sportwagenrennen war der dritte Gesamtrang beim 1000-km-Rennen von Okayama 2006, einem Wertungslauf der Japan Le Mans Challenge dieses Jahres. 2006 war er auch beim 24-Stunden-Rennen von Le Mans am Start. Der Einsatz des Lamborghini Murciélago R-GT war problematisch. Nach vielen technischen Schwierigkeiten kam das Team zwar ins Ziel, wurde aber nicht gewertet.

## Statistik

### Le-Mans-Ergebnisse
| Jahr | Team               | Fahrzeug                    | Teamkollege    | Teamkollege    | Platzierung     | Ausfallgrund |
| ---- | ------------------ | --------------------------- | -------------- | -------------- | --------------- | ------------ |
| 2006 | JLOC Isao Noritake | Lamborghini Murciélago R-GT | Kōji Yamanishi | Marco Apicella | nicht klassiert |              |